# Рајко Васић
Рајко Васић (Осјечани код Добоја, ФНРЈ, 2. јул 1952) српски је новинар, политиколог, политичар и књижевник. Бивши је министар информација, директор Бироа за односе са јавношћу Владе Републике Српске и извршни секретар Савеза независних социјалдемократа (СНСД).

## Живот
Рајко (Живко) Васић је рођен 2. јула 1952. године у Осјечанима код Добоја, ФНРЈ. Основну школу завршио је у родном мјесту, а средњу у Добоју. Журналистику је студирао у Београду, а 1975. дипломирао је на Факултету политичких наука са звањем политиколога новинарског смјера. Као новинар је писао за НИН, бањалучки Глас (Глас Српске), сарајевско Ослобођење и друге новине. Учесник је ратова од 1. новембра 1991. до краја априла 1996.
Био је министар информисања у Влади Републике Српске и директор Бироа за односе са јавношћу од 1998. до 2000. Обављао је дужност извршног секретара Савеза независних социјалдемократа, али је у јуну 2013. поднио оставку на ту функцију због реакција на колумну коју је објавио на свом блогу, а у којој је бањалучке студенте који су протестовали тражећи изградњу четвртог павиљона у студентском дому „Никола Тесла“ назвао „копиладима“ и „инструисаним стилистима у проби масовних сцена“.

## Дјела
Његов роман „Прсти лудих очију“ ушао је у ужи избор Нинове и Виталове награде за 2009.
- Томанова игра сјенки, роман, Бесједа, Бања Лука (2012); Арс Либри, Београд (2012),
- Прсти лудих очију, роман, (прво издање, Задужбина „Петар Кочић“, Бања Лука – Београд 2009); (друго издање Бања Лука 2009); (треће издање Бања Лука 2010); (четврто издање, Свет књиге, Београд 2011);
- Насеобина, Бања Лука (2010),
- БиХ за далтонисте, Бања Лука (2009),
- Сарајевски атентат Мирослава Лајчака, Бања Лука (2008),
- Есенесдум, Бања Лука (2007),
- БиХ не постоји, Бања Лука (2006),
- 101 око Велибора Рајчевића, Бања Лука (1999),
- Цицвара и мед, Бања Лука (2013),
- Политичка странка перманентне изборне активности, политичка студија, Бања Лука (2014),
- Страх од љубави, Бања Лука (2020).